# Глушков, Леонид Павлович
Леони́д Па́влович Глушко́в (8 октября 1938, Памашнур, Куженерский район, Марийская АССР, РСФСР, СССР) ― советский и российский спортсмен, тренер по лыжным гонкам. Тренер Марийского областного совета ДСО «Спартак» (1962―1987), член тренерского совета сборной СССР по лыжным гонкам (1971―1980). Заместитель, первый заместитель министра физической культуры, спора и туризма Республики Марий Эл (1990―2001). Член Президиума Федерации лыжных гонок России (1992―2000). Заслуженный тренер РСФСР (1974). Заслуженный работник физической культуры Марийской АССР (1988). Мастер спорта СССР (1964).

## Биография
Родился 8 октября 1938 года в деревне Памашнур ныне Куженерского района Марий Эл. Рано остался без отца, его мать, Елизавета Кузьминична, растила 5 детей, во время войны работала председателем колхоза. 
С 7 лет жил в деревне Княжна (Данилово), ныне находящейся в составе г. Йошкар-Олы. 
В 1957 году окончил Васильевский лесотехникум Татарской АССР.
В 1958―1961 годах служил в Советской армии.
Поступил в Саратовский автодорожный институт, но решил остаться в спорте.
В 1961 году начал тренировать лыжников на оборонном предприятии в Казани.
В 1962―1987 годах ― тренер Марийского областного совета ДСО «Спартак». 
В конце 1960-х годов возглавил тренерский штаб сборной команды центрального, всесоюзного совета «Спартака» и штаб сборной Марийской АССР по лыжным гонкам.
В 1971―1980 годах ― член тренерского совета сборной СССР по лыжным гонкам. 
В 1986 году заочно окончил факультет физического воспитания Марийского педагогического института имени Н. К. Крупской.  
В 1987―1990 годах ― старший тренер СДЮШОР по лыжным гонкам в Йошкар-Оле.
В 1990―2001 годах ― заместитель, первый заместитель министра физической культуры, спора и туризма Республики Марий Эл.

## Тренерская деятельность
С детства занимался лыжами, в 16 лет выполнил первый разряд. Специальную подготовку начал во время учёбы в Васильевском автодорожном техникуме в соседнем Татарстане.
Во время службы в армии становился призёром Южно-Уральского военного округа, чемпионом воинских частей и соединений Подмосковья.
В 1964 году он стал мастером спорта СССР по лыжным гонкам.
За время тренерской работы подготовил свыше 50 мастеров спорта СССР и России, в том числе чемпионку мира по лыжным гонкам 1974 года Н. Селюнину. Под его руководством в сборной ЦС ДСО «Спартак» женская команда 6 раз завоёвывала призовые места на чемпионатах Советского Союза в эстафетах, а сборная марийского облсовета «Спартака» в 1974 и 1975 годах выигрывала чемпионат российского «Спартака», а в 1975 году стала сильнейшей в чемпионате всесоюзного общества в Петрозаводске.
В 1992―2000 годах ― член Президиума Федерации лыжных гонок России. 
За вклад в развитие физической культуры и спорта в 1974 году ему присвоено почётное звание «Заслуженный тренер РСФСР», а в 1988 году ― звание «Заслуженный работник физической культуры Марийской АССР». Награждён нагрудными знаками, медалями и Почётной грамотой Президиума Верховного Совета Марийской АССР.

## Признание
- Заслуженный тренер РСФСР (1974)[1][2][5]
- Ветеран спорта Республики Марий Эл (2020)
- Заслуженный работник физической культуры Марийской АССР (1988)[1][2][5]
- Мастер спорта СССР по лыжным гонкам (1964)[1][2][5]
- Почётная грамота Президиума Верховного Совета Марийской АССР (1974)[1][2]